# Péter Márki-Zay
Péter Márki-Zay, madžarski ekonomist in politik, * 9. maj 1972, Hódmezővásárhely.
Je župan mesta Hódmezővásárhely in soustanovitelj politične platforme Gibanje Madžarska vsem (MMM). Na primarnih volitvah oktobra 2021 je bil izvoljen za skupnega kandidata opozicije za predsednika vlade, ki je 3. aprila 2022 nastopil na parlamentarnih volitvah 2022 proti Viktorju Orbánu.

## Zgodnje življenje
Márki-Zay je bil rojen v Hódmezővásárhelyju na jugu Madžarske lekarnarici in učitelju fizike. Odraščal je v konservativni in pobožni družini. Leta 1990 je maturiral na Kalvinistični gimnaziji Gáborja Bethlena v Hódmezővásárhelyju. Med letoma 1990 in 1993 je študiral marketing na Visoki šoli za trgovino in gostinstvo ter od 1993 do 1997 ekonomijo na Korvinovi univerzi v Budimpešti. Med letoma 1997 in 2001 je študiral elektroinženirstvo na strokovni visoki šoli v Budimpešti. Od leta 2000 do 2005 je študiral tudi zgodovino ekonomije na Katoliški univerzi Pétra Pázmányja, kjer je leta 2006 doktoriral.
Med letoma 1996 in 2004 je bil sprva zaposlen pri podjetju DÉMÁSZ, dobavitelju elektrike v južni Madžarski, in pozneje pri podjetju Kontavill-Legrand kot ekonomist in vodja trženja. Leta 2004 se je z ženo in petimi otroki preselil v Kanado, kjer je sprva delal kot prodajalec od vrat do vrat za ponudnika telefonskih storitev, nato pa na oddelku za trženje pri prodajalcu avtomobilskih delov Carquest. Po okoli dveh letih in pol so se preselili v ZDA, kjer je nadalje delal za Carquest. Med letoma 2008 in 2009 je bil član regionalnega odbora za delovno silo vzhodne Indiane.
Leta 2009 se je družina skupaj z dvema otrokoma, rojenima v tujini, vrnila v Hódmezővásárhely. Zaposlil se je pri dobavitelju električne energije za Szeged sprva na oddelku za strateško načrtovanje, nato pa kot vodja storitev za kupce. Leta 2013 je postal član Madžarske elektrotehniške zveze. Med letoma 2016 in 2017 je bil vodja trženja in domače logistike pri podjetju Legrand Hungary. Do leta 2014 je predaval marketing na Univerzi v Szegedu.

## Politična kariera
Leta 2018 je Márki-Zay napovedal neodvisno kandidaturo za nadomestnih volitvah za župana Hódmezővásárhelyja. Podprle so ga opozicijske Madžarska socialistična stranka, stranka Politika je lahko drugačna, Jobbik, gibanje Momentum in Demokratična koalicija. Márki-Zay je izjavil, da ne simpatizira z nobeno od strank, ki ga podpirajo, temveč se je opisal kot desničarski kristjan in razočaran volivec Fidesza.
Čeprav mu številni opazovalci zaradi priljubljenosti Fidesza v mestu in zaradi Márki-Zayjeve politične neizkušenosti niso napovedovali velikega uspeha, je Márki-Zay na volitvah 25. februarja 2018 z 58 odstotki glasov premagal protikandidata stranke Fidesz in postal prvi župan Hódmezővásárhelyja po letu 1990, ki ne izhaja iz te stranke. Dolžnost je prevzel 3. marca in za podžupanjo imenoval Andreo Kis iz Madžarske socialistične stranke. Po uspehu na volitvah je ustanovil nestrankarsko gibanje Madžarska vsem (MMM), da bi spodbudil predstavniško demokracijo in sodelovanje med opozicijskimi strankami.
V prvem županskem mandatu se je zavezal k boju za transparentnost. Poročal je, da je mesto v slabšem finančnem stanju, kot so prikazovali predhodniki. Donacije športnim klubom v mestu je naredil javne in razkril, da prejšnje vodstvo mesta svojim zaposlenim pogosto ni izplačevala nadur. Po drugi strani je tekom mandata prejel več glob za obrekovanje, v mestno hišo pa je postavil »števec migrantov«, ki ga je pozneje moral odstraniti.
Leta 2019 se je potegoval za ponovno izvolitev pod okriljem gibanja MMM in Združenja za čist Vásárhely. Njegovo kandidaturo so znova podprle vse večje opozicijske stranke. Na volitvah je premagal neodvisnega kandidata s podporo Fidesza Istvána Grezso s 13.478 glasovi proti 10.042, s čimer je pridobil drugi županski mandat.
Leta 2021 je Márki-Zay napovedal, da bo kandidiral za predsednika vlade na strani opozicije. V prvem krogu primarnih volitev, na katerih je združena opozicija izbirala skupnega kandidata za nastop na državnozborskih volitvah 2022, se je uvrstil na tretje mesto za socialdemokratko Kláro Dobrev in županom Budimpešte Gergelyjem Karácsonyjem. Pred drugim krogom je Karácsony umaknil kandidaturo in podprl Márki-Zayja. Slednji je 17. oktobra zmagal s 56,7 odstotki glasov in postal vodja združene opozicije.
Na volitvah 3. aprila 2022 je združena opozicija prejela 35 % glasov in 56 poslanskih mest ter izgubila proti stranki Fidesz, ki je s 53,1 % glasov vnovič osvojila dvotretjinsko večino v parlamentu.

## Politična stališča
Ob prvi županski kandidaturi leta 2018 se je Márki-Zay opisal kot desničarski kristjan in razočaran volivec Fidesza.
Je zagovornik evropske integracije, uvedbe evra in pridružitve Evropskemu javnemu tožilstvu; podpira tudi članstvo Madžarske v zvezi NATO. Napovedal je, da bo, če bo izvoljen, sprejel novo ustavo, ki bo obnovila vladavino prava in omogočila istospolne zakonske zveze. Na pomisleke glede zastopanja skupne koalicije z levičarskimi politiki se je odzval z besedami, da »je bil tudi Jezus Kristus levičar«.

## Osebno življenje
Márki-Zay je poročen z zdravnico in babico Felício Márki-Zayné Vincze, s katero imata 7 otrok. So dejavni katoliki.
Poleg madžarskega ima tudi kanadsko državljanstvo. Tekoče govori angleščino, nemščino in francoščino, pozna pa tudi ruščino, španščino in finščino.